# Hans-Joachim Kipka

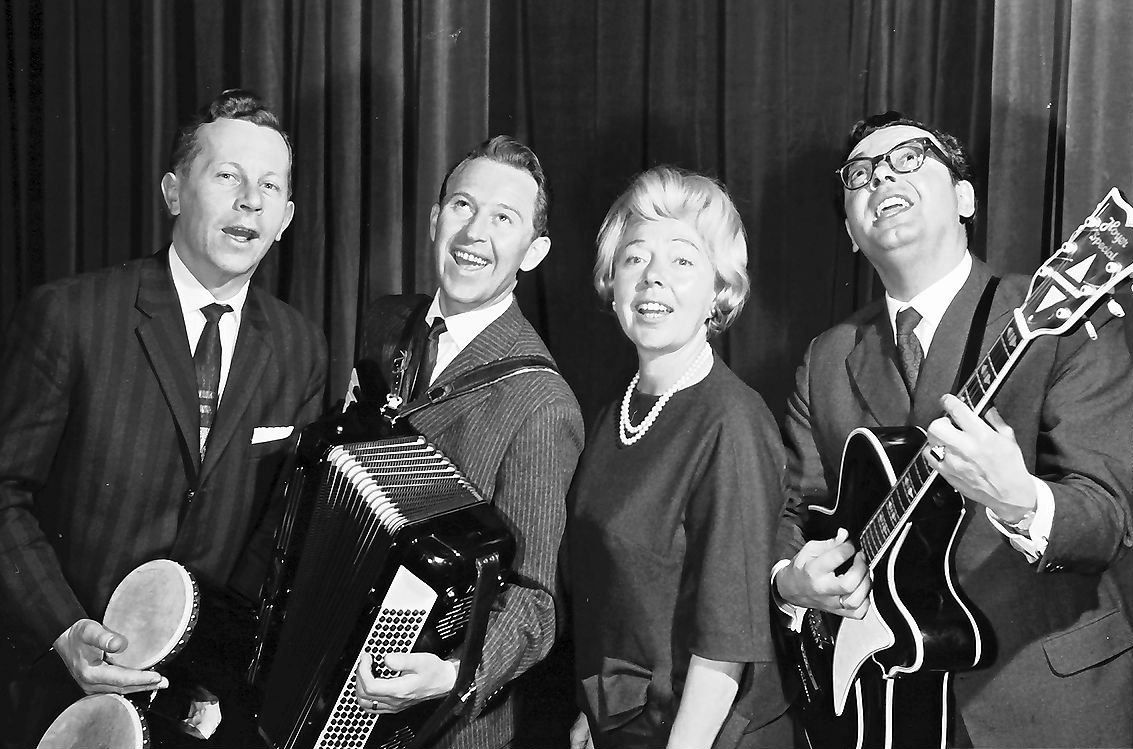
Friedel Hensch und die Cyprys (1961), links: Hans-Joachim Kipka

Hans-Joachim Kipka (* 3. Dezember 1928 in Halle an der Saale; † 31. Juli 2008 in Hamburg) war ein deutscher Schlagersänger und Hörspielsprecher.

## Biografie
Kipka wirkte in den 1950er und 1960er Jahren als Sänger in verschiedenen Musikgruppen auf dem Gebiet des Schlagers mit. Häufige Partner waren dabei Richard Gatermann, Kurt Stephan und Martin Berndt, mit denen er teilweise unter den  Namen Die Riverboys, Das Roland-Trio und Die singenden Waldmusikanten auftrat. 1957 stieß er als Ersatz für den nach Kanada ausgewanderten Kurt Grysok zur Besetzung von Friedel Hensch und die Cyprys. Kipka blieb in der Formation bis 1961, übernahm aber im Gegensatz zu seinem Vorgänger Grysok, der auch Klarinette, Saxophon und Klavier spielte, Gesangparts.
Ein weiteres breites Betätigungsfeld fand Kipka neben der Musik im Bereich der Hörspielproduktion. Vor allem in Produktionen nach Romanen von Karl May war seine Stimme zu hören, oft unter der Regie seines ehemaligen Gesangspartners Kurt Stephan, mit dem er auch im Ensemble des Norddeutschen Puppentheaters arbeitete.
Für eine zweiteilige Produktion von Old Shatterhand – So war der wilde Westen des Musiklabels PMC nach der Vorlage des dritten Winnetou-Bandes von Karl May lieh er 1976 sogar der Titelfigur seine Stimme.
Im Juli 2008 starb Kipka im Alter von 79 Jahren in Hamburg und wurde auf dem dortigen Friedhof Öjendorf beigesetzt.